# Черсакові

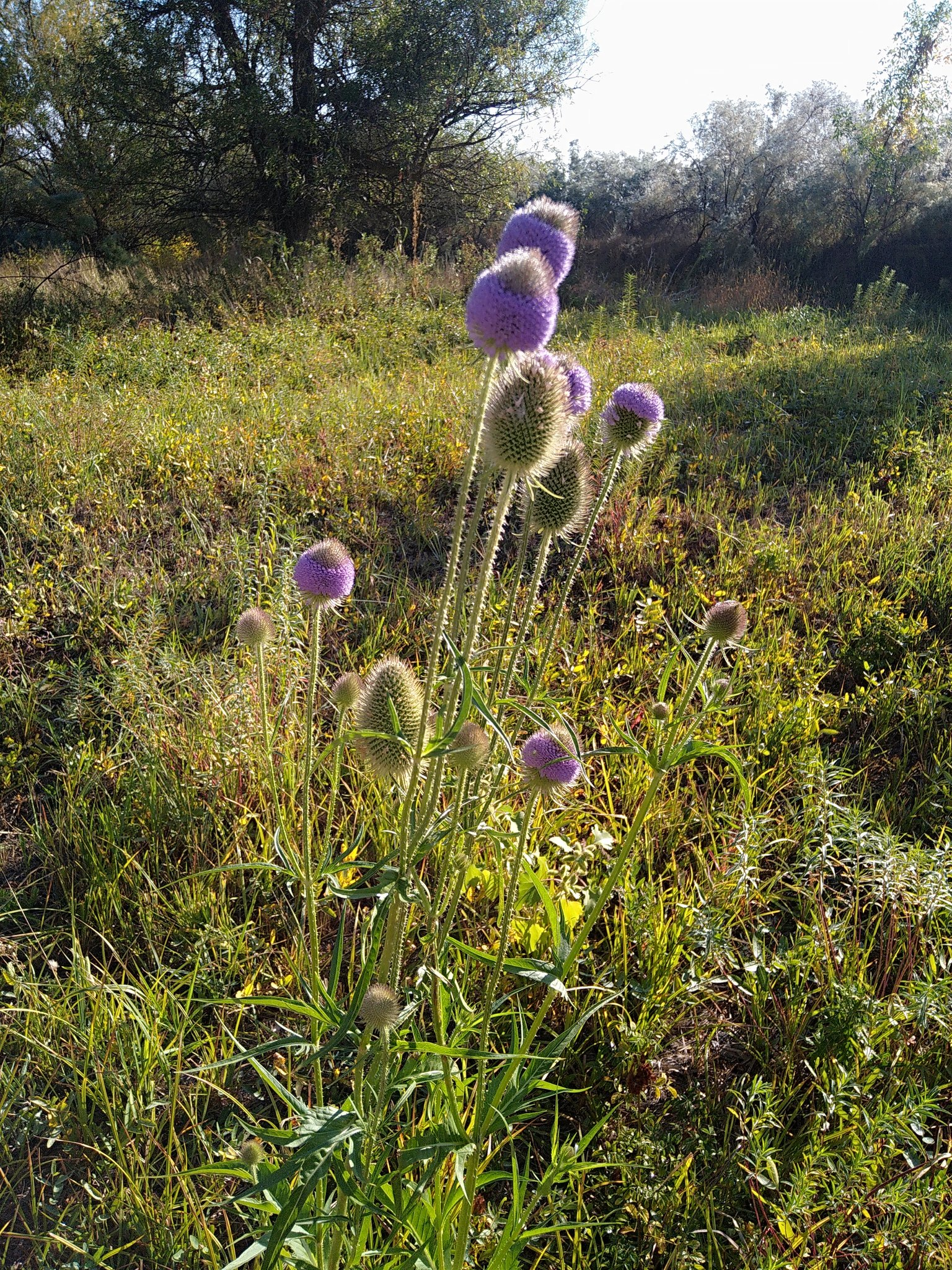
Черсак Ґмеліна

Черсакові (Dipsacaceae) визнано родиною порядку черсакоцвітих (Dipsacales), з приблизно 350 видами багаторічних або дворічних трав і кущів в одинадцятьох родах. В даний час види поміщені в родину жимолостевих (Caprifoliaceae). Поширені в більшості помірних кліматичних зон, вони зустрічаються в Європі, Азії та Африці. Деякі види цієї родини були натуралізовані в інших місцях. Шипи звичайної черешки (на фото) не дуже колючі і можуть бути досить м’якими. У деяких місцях колоски використовували для чесання вовни.
Родина містить такі роди:.
- Acanthocalix
- Черсак (Dipsacus)
- Свербіжниця (Knautia)
- Коростянка  (Scabiosa)
- Succisa
- Succisella
- Morina — також відносять до власної родини Morinaceae
- Cephalaria
- Pterocephalus
- Pycnocomon
- Triplostegia

## Зовнішні посилання
- Dipsacaceae Монголії у FloraGREIF